# Zaleptus biseriatus
Zaleptus biseriatus is een hooiwagen uit de familie Sclerosomatidae.